# Folke Ahlstrand
Folke Natanael Ahlstrand, född 22 december 1914 i Himmeta församling i Västmanland, död 7 september 2014 i Sollentuna, var en svensk illustratör.
Ahlstrand har främst illustrerat barnböcker med religiös anknytning. Bland de böcker han illustrerat märks Alla tiders pojkar (av Per Wange, 1952), Och det hände på Timmeråsen (av Carina Widi, 1953), Ödestugan i storskogen (av Greta Otterdahl-Waern, 1961), Göken har kommit (av Eric Jansson, 1962), Jonte (av Daniel Hallberg, 1974), Cissi vill veta vad som hänt (av Barbro Wingård, 1977) samt Sommarlovet (av Arne Grahn, 1979). Folke Ahlstrand är gravsatt på Silverdals griftegård i Sollentuna.